# Raión de Privolzhski (Astracán)
El raión de Privolzhsky (ruso: Приво́лжский райо́н) es un distrito administrativo y municipal (raión) ruso perteneciente a la óblast de Astracán. Se ubica en el sur de la óblast. Su capital es Nachálovo.
En 2021, el raión tenía una población de 53 945 habitantes. Algo más de un tercio de los habitantes son étnicamente rusos, otro tercio tártaros y un sexto étnicamente kazajos. En el raión vive también una pequeña minoría de turcomanos.
El raión comprende las zonas periféricas de la capital regional Astracán ubicadas al este del río Volga. Aunque el topónimo del raión viene a significar "junto al río Volga", el raión solamente tiene salida a dicho río por el noroeste y suroeste, ya que entre ambos tramos se ubica la propia ciudad de Astracán.

## Subdivisiones
Comprende 39 localidades rurales, agrupadas en los siguientes doce asentamientos rurales:
- Biriukovka
- Yevpraksino
- Karagalí
- Kilinchí
- Nachálovo (la capital)
- Poimenni
- Osypnoi Bugor
- Rastopúlovka
- Tatarskaya Bashmakovka
- Tri Protoka
- Fúntovo-1
- Yaksátovo